# Protonacija
Protonacija je dodajanje protona (H+) atomu, molekuli ali ionu, s katerim nastane konjugirana kislina.
Med protonacije spadajo na primer: 
- protoniranje vode z žveplovo kislino:

H2SO4 + H2O {\displaystyle \rightleftharpoons } H3O+ + HSO−
4
- protoniranje izobutena pri tvorjenju karbokationa:

(CH3)2C=CH2 + HBF4 {\displaystyle \rightleftharpoons } (CH3)3C+ + BF−
4
- protoniranje amonijaka pri tvorjenju amonijevega klorida iz amonijaka in vodikovega klorida:
NH3(g) + HCl(g) → NH4Cl(s)

Protonacija je temeljna kemijska reakcija in korak v mnogo stehiometričnih in katalitskih procesih. Ioni in molekule, ki lahko prestanejo več protonacij, so polibazični. Takšne so na primer številne biološke makromolekule. Protonacija in deprotonacija (odstranjevanje protona) se dogajata v večini kislinsko-bazičnih reakcij in sta bistvo večine teorij kislinsko-bazičnih reakcij.  Brønsted–Lowryjeva kislina je definirana kot kemijska snov, ki protonira drugo snov. Po protoniranju substrata se njegova masa in naboj povečata za eno enoto, kar je  bistven korak v določenih analitičnih postopkih, na primer v elektrosprejni masni spektrometriji. Protoniranje ali deprotoniranje molekule ali iona lahko spremeni tudi številne druge kemijske lastnosti, ne samo mase in naboja. Mednje spadajo na primer hidrofilnost, redukcijski potencial in optične lastnosti.  

## Hitrosti protonacije in deprotonacije
Protonacija je pogosto hitra, delno zaradi visoke gibljivosti protonov v mnogo topilih. Hitrost protonacije je povezana s kislostjo protonirajoče spojine: protonacija s šibkimi kislinami  je počasnejša od protonacije iste baze z močnimi kislinami.  Hitrosti protonacije in deprotonacije so še posebej majhne, če procesa povzročita pomembne strukturne spremembe.

## Reverzibilnost in kataliza
Protonacija je običajno reverzibilna, struktura in vezi konjugirane baze pa ostanejo po protonaciji nespremenjene. V nekaterih primerih protonacija povzroči izomerizacijo: cis alkeni, na primer, se lahko s katalitsko količino protonacijskega agensa  pretvorijo v trans alkene.  Številni encimi, kot so na primer serinske hidrolaze, delujejo po mehanizmih, ki vključujejo reverzibilno protonacijo substratov.